# أبو صهيب الكرمي
أبو صهيب الكرمي أو حسان عبد المنان محمود الكرمي (1964 - ) شيخ وباحث إسلامي أردني فلسطيني، أصوله من مدينة طولكرم الفلسطينية، وهو محقق في الحديث، وباحث تاريخي، ومن علماء الحديث في العصر الحديث، له ما يزيد عن المائة والخمسين كتابًا، وقد حقق مجموعة من الكتب واعتنى بطبع أخرى، أهمها: صحيح البخاري وصحيح مسلم وتفسير ابن كثير. وهو على خلاف كبير مع الشيخين الألباني وعلي الحلبي اللذان هاجماه ووصفاه بهدّام السنة.

## نشأته وحياته
ولد الشيخ أبو صهيب الكرمي عام 1964 في المفرق بالأردن، وهو من مدينة طولكرم الفلسطينية، وقد نشأ في الأردن، وكان والده أزهريًا من خريجي الأزهر سنة 1936، فأخذ أبو صهيب الكرمي ينهل من مكتبة أبيه منذ صغره، وقد ألف والده نحو أربعين كتابًا منها كتاب رفع الملام في سنة 1939.
توفي أبوه سنة 1979 عن عمر يناهز سبعين عامًا، وكان حسان أصغر أولاده، فقد بلغ الخامسة عشرة من عمره حينها، فنشط في القراءة من مكتبة والده، فتوجه أولاً إلى قراءة كتب اللغة والنحو والصرف والبلاغة، فعكف عليها حتى قرأ أكثر من مئة وخمسين مجلداً في النحو والصرف خاصة، منها الكتاب لسيبويه، والمقتضب للمبرد، والأصول لابن السراج، وشروح الألفية، وشروح الأجرومية، وشروح الأزهرية، وشرح ألفية السيوطي وكتب ابن الأنباري وابن هشام والسيوطي، وغيرهم.
ثم توجه شيئًا فشيئًا إلى كتب التفسير كالزمخشري والفخر الرازي والألوسي والقاسمي ورشيد رضا، وكتب علوم القران، ثم كتب الحديث وعلومه، وكتب الفقه وأصوله، وكتب السيرة والتاريخ.
اعتكف على هذه الكتب نحو خمس سنوات وحصل منها الكثير، وكان يقف منذ ذلك الوقت على التثبت والفهم. وألف في تلك الفترة كتابين، أحدهما في اللغة يقع في أربع مئة صفحة.
وفي سنة 1984 عمل مع الكرمي الشيخ شعيب الأرناؤوطي، وشارك معه في تحقيق عدد من الكتب منها صحيح ابن حبان، والعواصم والقواصم، وشرح مشكل الآثار. وقد أكسبه هذا العمل خبرة جيدة في علم الحديث، وفهم تمامًا تلك الثغرات التي مشى عليها المحدثون، وأن المتأخرين اساؤوا فهم المتقدمين في نصوصهم وأعمالهم، فنشط في فهم قواعدهم من كتبهم ومقارنة بعضها ببعض، وخرج بفهم جديد يقلل من تلك الثغرات. وفي وقتها اصطدم مع الشيخ الألباني وتلامذته، وناقش الألباني في حديث العرباض بن سارية وأشياء أخرى، ومع الوقت نقم الألباني عليه بتحريض من تلامذته، فألف فيه كتابًا خاصًا هو: «النصيحة بالتحذير من تخريب ابن عبد المنان لكتب الأئمة الرجيحة وتضعيفه لمئات الأحاديث الصحيحة»، ورد عليه مرات في كتبه: الصحيحة وضعيف الأدب المفرد وصحيح الأدب المفرد والمعازف وكثير من الأشرطة.
والمنصف يرى كثيراً منها وقع بالتجني وعدم فهم المردود عليه.
وفي بداية التسعينات ألف الكرمي مجموعة من الكتب، ككتاب الأوضاع المعاصرة، والأسطورة التي هوت، والسرقات العلمية، وصلة الأرحام، وكتب لابن القيم، كما حقق رسائل محمد نسيب الرفاعي.
وفي سنة 1998 بدأ نشاطه بأوسع مع بيت الأفكار، فألف وحقق الكثير من الكتب.
التقى الشيخ أبو صهيب الكرمي مع الشيخ محمد الغزالي عدة مرات، وقد كتب الشيخ الغزالي مقدمات لعدد من كتب الكرمي، ككتاب صحيح مسلم، وتفسير ابن كثير، والسرقات، والأسطورة التي هوت، ومدح المترجم كثيراً وعده من علماء عصره.
كما التقى الكرمي مع الشيخ القرضاوي فعجب من علمه وحفظه وكتب له مقدمة على تفسير ابن كثير.
والتقى الشيخ أبو صهيب الكرمي بمجموعة من أهل العلم ودار بينهما نقاش كالمشايخ: عبد القادر الارنؤوط، ومحمد عيد عباسي، وزهير الشاويش وعلي خشان، ونور الدين عتر، ومحمد إبراهيم شقرة، وحسين أسد، وإحسان عباس، ومحمد الأشقر، وعمر الأشقر، وإبراهيم السامرائي، وطه جابر العلواني، وبشار عواد معروف، وآخرين.

## مؤلفاته

صورة لبعض مؤلفاته في مكتبته

بلغ مجموع أعمال الكرمي ما يزيد عن مائة وخمسين كتابًا ومجلداً، منها:
- «تفسير القران العظيم لابن كثير»، بيت الأفكار الدولية.
- «تفسير الجلالين وبهامشه تفسير آيات القران الكريم»، بيت الأفكار الدولية.
- «تفسير الجلالين وبهامشه لباب النقول في أسباب النزول»، بيت الأفكار الدولية.
- «تفسير السعدي»، بيت الأفكار الدولية.
- «التفسير الموضوعي في ظلال القران»، بيت الأفكار الدولية.
- «معجم ألفاظ القران الكريم»، بيت الأفكار الدولية، ويتكون هذا الكتاب من 792 صفحة.[4]
- «المعجم الموضوعي لآيات القران»، بيت الأفكار الدولية.
- «البيان في إعراب القران»، بيت الأفكار الدولية.
- «مسند الإمام أحمد»، بيت الأفكار الدولية.
- «فهارس مسند الإمام»، أحمد بيت الأفكار الدولية.
- «صحيح البخاري»، بيت الأفكار الدولية.
- «صحيح مسلم» بيت الأفكار الدولية.
- «سنن أبي داوود»، بيت الأفكار الدولية.
- «جامع الترمذي»، بيت الأفكار الدولية.
- «سنن ابن ماجه»، بيت الأفكار الدولية.
- «سنن النسائي»، بيت الأفكار الدولية.
- «الموطأ لمالك»، بيت الأفكار الدولية.
- «فتح الباري بشرح صحيح البخاري»، بيت الأفكار الدولية.
- «المنهاج شرح صحيح مسلم للنووي»، بيت الأفكار الدولية.
- «الفتح الرباني بشرح مسند الإمام أحمد»، بيت الأفكار الدولية.
- «تقريب التهذيب لابن حجر»، بيت الأفكار الدولية.
- «الإصابة في تمييز الصحابة»، بيت الأفكار الدولية.
- «سير أعلام النبلاء»، بيت الأفكار الدولية.
- «الكامل في التاريخ»، بيت الأفكار الدولية.
- «تاريخ الطبري»، بيت الأفكار الدولية.
- «البداية والنهاية لابن كثير»، بيت الأفكار الدولية.
- «تاريخ ابن خلدون»، بيت الأفكار الدولية.
- «الأم للشافعي»، بيت الأفكار الدولية.
- «المحلى في شرح المجلى لابن حزم»، بيت الأفكار الدولية.
- «مختصر المحلى في شرح المجلى»، بيت الأفكار الدولية.
- «فهارس المحلى»، بيت الأفكار الدولية.
- «إحكام الأحكام لابن دقيق العيد»، بيت الأفكار الدولية.
- «سبل السلام للصنعاني»، بيت الأفكار الدولية.
- «كنز العمال للمتقي الهندي»، بيت الأفكار الدولية.
- «رياض الصالحين للنووي»، بيت الأفكار الدولية.
- «شجره المعارف والأحوال»، بيت الأفكار الدولية.
- «حجه الوداع لابن حزم»، بيت الأفكار الدولية.
- «حياه الصحابة للكاندهلوي»، بيت الأفكار الدولية.
- «تذكره السامع والمتكلم لابن جماعه»، بيت الأفكار الدولية.
- «القاموس المحيط للفيروزابادي»، بيت الأفكار الدولية.
- «صحيح مسلم بتخريج مفصل وشرح الغريب»، دار الخير.
- «الكبائر للذهبي»، دار الخير.
- «تحفه المردود»، دار الخير.
- «تهذيب الكبائر للذهبي»، المكتبة الإسلامية.
- «صله الأرحام: حقوق وواجبات»، المكتبة الإسلامية، ودار ابن حزم.[5]
- «السرقات العلمية دراسة وتقسيمًا وعلاجًا»، عام 1996، دار ابن حزم، والمكتبة الإسلامية.[6]
- «الاستذكار لابن عبد البر»، مؤسسه النداء، الإمارات.[7]
- «حوار مع الشيخ الألباني»، مكتبة المنهج العلمي.[8]
- «مناقشه الألباني في الصلاة بين السواري» دار النووي، عمان.
- «الأسطورة التي هوت - علاقة الجان بالإنسان»، مكتبه برهومة، عمان.
- «إعلام الموقعين لابن القيم»، دار الجيل.
- «الطرق الحكيمة لابن القيم»، دار الجيل.
- «الطب النبوي لابن القيم»، دار الجيل.
- «الغنية لعبد القادر الجيلاني»، دار الجيل.
- «الفوائد لابن القيم»، بيت الأفكار الدولية.
- «البيان في أقسام القران»، بيت الأفكار الدولية.
- «الطرق الحكيمة»، نسخه جديدة، بيت الأفكار الدولية.
- «جلاء الافهام»، بيت الأفكار الدولية.
- «مختصر حادي الأرواح لابن القيم»، بيت الأفكار الدولية.
- «مختصر عده الصابرين»، بيت الأفكار الدولية.
- «مختصر الروح»، بيت الأفكار الدولية.
- «مختصر الداء والدواء»، بيت الأفكار الدولية.
- «مختصر المنار المنيف»، بيت الأفكار الدولية.
- «مختصر اجتماع الجيوش الإسلامية»، بيت الأفكار الدولية.
- «مختصر الوابل الصيب»، بيت الأفكار الدولية.
- «مختصر الفوائد»، بيت الأفكار الدولية.
- «مختصر البيان في أقسام القران»، بيت الأفكار الدولية.
- «مختصر الطرق الحكمية» بيت الأفكار الدولية.
- «مختصر تحفه المولود في أحكام المولود»، بيت الأفكار الدولية.
- «الاجروميه»، بيت الأفكار الدولية.
- «ملحة الإعراب»، بيت الأفكار الدولية.
- «الألفية في النحو لابن مالك»، بيت الأفكار الدولية.
- «مناسك الحج والعمرة»، بيت الأفكار الدولية.
- «فتاوى في الشروع بالحج»، بيت الأفكار الدولية.
- «أخطاء الحاج والمعتمر»، بيت الأفكار الدولية.
- «الحج مؤتمر فيه أسرار كثيرة»، بيت الأفكار الدولية.
- «التحفة السنية بشرح المقدمة الآجرومية»، بيت الأفكار الدولية، 2003.
- «اصول الإيمان»، بيت الأفكار الدولية.
- «القواعد الفقهية للسعدي»، بيت الأفكار الدولية.
- «منظومة في أحكام الفقه للسعدي»، بيت الأفكار الدولية.
- «سلم الوصول إلى علم الأصول»، بيت الأفكار الدولية.
- «كشف الشبهات»، بيت الأفكار الدولية.
- «قطر الندى وبل الصدى»، بيت الأفكار الدولية.
- «ألشاطبيه»، بيت الأفكار الدولية.
- «الدرة المضية»، بيت الأفكار الدولية.
- «الكافية الشافية في النحو»، بيت الأفكار الدولية.
- «مجموعه رسائل الشيخ محمد نسيب الرفاعي»، المكتب الإسلامي، بيروت.[9] [10]
- «إثبات وجود الله في ظلال القران»، دار الجيل.
- «جزء أحاديث الشعر»، المكتبة الإسلامية.
- «مقدمه مسند الإمام أحمد» (مجلد)، عالم الكتب.
- «فهارس صحيح مسلم بشرح النووي»، دار الخير.
- «فضائل الدعوة إلى الخير»، دار عمار.
- «مكانه الصلاة في الإسلام»، دار عمار.
- «المدونة لسحنون»، مؤسسه النداء، الإمارات.
- «المدونة»، نسخه جديدة، بيت ألافكار الدولية.
- «المبسوط للسرخسي»، بيت ألافكار الدولية.
- «سنن النسائي الكبرى»، بيت ألافكار الدولية.
- «بدائع الفوائد لابن القيم»، دار عمار ودار الجيل.
- «المدهش لابن القيم الجوزي»، دار عمار ودار الجيل.
- «الترغيب والترهيب للمنذري»، بيت الأفكار الدولية.
- «مفتاح دار السعادة مكتبه» دار الجيل.
- «رياض الصالحين مكتبه»، دار طيبه.
- «مختصر الطب النبوي»، بيت الأفكار الدولية.
- «حوار مع الشيخ الألباني في مناقشة حديث العرباض بن سارية»، مكتبة المنهج العلمي، بيروت.[11]
- «موسوعة المطبوعات العربية»، وتبلغ عدد صفحاتها 467 صفحة.[12]
- «مناقشة الألبانيين: في مسألة الصلاة بين السواري»، عام 1992، دار الامام الذهبي.
- «سير أعلام النبلاء لشمس الدين الذهبي»، ويتكون الكتاب هذا من 4683 صفحة.[13]

## من كتبه التي لم يطبعها
- «موسوعة الشعر الجاهلي»: يقع في خمسة وعشرين مجلداً ضخمًا، وقد حصر فيه شعر نحو ألفي شاعر جاهلي ذكروا في الدواوين والمجامع والمصادر اللغوية والمخطوطات، كان مجموعها نحو ألف وخمس مئة كتاب من المصادر. وذكر في هذه الموسوعة كل بيت وما وقع فيه الخلاف في روايته ونسبته من المصادر المذكورة.
- «المعجم المفهرس لألفاظ الحديث»: يقع في خمسة وعشرين مجلداً أيضا، ذكر فيه مئة وعشرين كتابًا من كتب الحديث المهمة الأصول وما يتفرع منها، وجعله دقيقًا متفاديًا الأخطاء المنهجية عند المستشرقين في تسعة كتب. وهو كتاب دقيق سهل الوصول سهل الإحالة.
- «تدريب الراوي»: ناقش فيه مؤلفه في كل كلمة، وبين الكثير من أخطاء المحدثين التي مشى عليها المتأخرون بالأدلة.
- «تفسير ابن كثير»: يقع في عشر مجلدات فيه تخريج وحكم على الأحاديث والاثار ومقابة على طبعات التفسير المزيدة والناقصة ومقابلة على تفسير الطبري.
- موسوعة الجن والشياطين»: يقع في نحو ألف صفحة، طبع منه فصل واحد وهو الأسطورة التي هوت، وفي هذا الكتاب تفصيل تام للأحاديث ومناقشة في الثبوت والنفي.
- «التاريخ الكبير للبخاري مجموعًا إلى الجرح والتعديل والثقات»: يقع في مجلدين كبيرين في نحو 3500 صفحة بالحرف الصغير. جعل فيه كل ترجمة من الكتب الثلاثة مقابلاً بغيره. وهذا عمل ليس سهلا لأن الأسماء تختلف من كتاب لآخر فلا يأتي الترتيب في الاسم فيها كلها على نسق واحد، وهذا ما جعل أحيانًا المتأخرين يترجمون الراوي في ترجمتين لاختلاف الاسم في كل كتاب، وفي هذا الجمع يظهر النقل والتزييف والتحريف من الكتاب الأصل التاريخ الكبير.
- «الكتاب لسيبويه مع ثلاثة شروح»: جعلت الشروح المبعثرة للأعلم والسيرافي وأبي علي الفارسي مرتبة مع الكتاب.
- «الكتاب الجامع في النحو»: جعل فيه كتاب «ابن عقيل على ألفية ابن مالك» مقابلاً في العمود الآخر شرح ابن هشام على الالفية، وناقش عملهما وعقب عليهما وعلق على الشواهد وجعل عليه من التتمات أكثر من خمسة اضعاف ابن عقيل وابن هشام.
- «فهارس مخطوطة مسالك الأبصار لابن فضل الله العمري»: وهو كتاب مخطوط في سبعة وعشرين مجلداً عمل له نحو عشرين فهرسًا بالتعاون مع فؤاد سزكين.
- «شرح العقيدة الواسطية للعثيمين: وقد علق فيه على كل شاردة وواردة في الكتاب مناقشًا لصحة ما في الكتاب.
- كتاب «الجامع في مناقشة الأصول الحديثية»: وهو كتاب ضخم يعسر فهمه في أيامنا هذه.
- كتاب «الجامع في فهم الآيات القرآنية»: وهو كتاب ضخم لم يعد لهذا الوقت.
- كتاب «صحيح مسلم»: خُرّج ونُوقش في جميع أحاديثه وبُين فيه جميع الأحاديث التي فيها علل أو نكارة في المتون.

## وصلات خارجية
- أبو صهيب الكرمي على موقع المكتبة المفتوحة (الإنجليزية)